# Liste der NWA-Titel
Die Liste der NWA-Titel bietet einen Überblick über die verschiedenen Wrestling-Titel, die im Laufe der über 70-jährigen Geschichte der National Wrestling Alliance (NWA) im Umlauf waren oder sind. Die NWA versteht sich als Plattform verschiedener Independent-Promotions und war einst der größte Dachverband in der Geschichte des US-amerikanischen Wrestlings. Insbesondere in der Anfangszeit des Wrestlings, von den 1940ern bis in die 1970er war die NWA wichtig, da durch ihre Territorialstruktur die unterschiedlichen Promotions ihre Gebiete schützen konnten. Dementsprechend wurden Championships initiiert, die vom Dachverband genehmigt wurden und über die gesamte Territorialstruktur ausgefochten werden konnten.
Mit dem Aufstieg der World Wrestling Federation in den 1980ern und durch den Bruch mit der WCW in den 1990ern verlor die NWA immer mehr an Bedeutung.
Die Wrestlingtitel sind Teil einer Storyline und nicht mit einem reellen sportlichen Weltmeistertitel zu verwechseln.

## World Titles

### Aktive Titel
Die NWA unter Führung von Billy Corgan schaffte die bis 2017 vorhandene Titelschwemme ab und konzentrierte sich auf vier derzeit aktive „World Titles“.
- NWA World Heavyweight Championship ist der Haupttitel der NWA, der seit dem 14. Juli 1948 vergeben wird.[1]
- NWA World Junior Heavyweight Championship, ebenfalls 1948 eingeführt[2]
- NWA World Women’s Championship, Frauenversion des Titels, 1954 eingeführt[3]
- NWA World Tag Team Championship, Tag-Team-Titel der Promotion, erst 1992 eingeführt, vorher territorial vergeben

Auch vom NWA World Tag Team Titel gab es bis 1992 noch verschiedene Versionen. Obwohl die Mid-Atlantic Version (spätere WCW-Version) des Titels als die legitime erachtet wurde. Daneben gab es aber noch Versionen von Los Angeles, Texas, Chicago, Georgia, Florida, Detroit, Minneapolis, San Francisco, Central States, Mid-America und Vancouver.
Eingeführt wurden allerdings später auch wieder:
- NWA National Championship, bestand von 1980 bis 1986, wurde dann zur WCW United States Championship, neu eingeführt 1997, dann im Zuge des Rebranding durch Corgan für vakant erklärt und ab Oktober 2018 wieder ausgekämpft
- NWA World Television Championship, eingeführt ab dem 24. Januar 2020
- NWA World Women’s Tag Team Championship, bestand ursprünglich von 1952 bis 1984, wurde am 28. August 2021 wieder neu eingeführt

### Eingestellte Titel
Obwohl die folgenden Titel ebenfalls als „World Championship“ tituliert sind, handelt es sich bei den folgenden ausschließlich um regionale Titel. Sie entstanden vor 1992 und wurden in verschiedenen Territorien als Weltmeistertitel dargestellt, obwohl sie nur regional vergeben wurden. Sie wurden also nicht vom Vorstand der NWA legitimiert, aber die Bezeichnung als Weltmeistertitel diente ausschließlich Werbezwecken. Eine Besonderheit stellt der NWA World Tag Team Championship dar, der von der JCP vergeben und später zum WCW World Tag Team Championship wurde. Damit wurde er vom inoffiziellen World Championship zum legitimen NWA-Titel, während die Rechte am „wahren“ NWA World Tag Team Championship eine Zeitlang ausschließlich bei TNA lagen, die aber nur zu Beginn zur NWA gehörten.
- NWA World Six-Man Tag Team Championship (Mid-Atlantic/World Class Championship Wrestling)
- NWA World Television Championship (Mid-Atlantic Version)
- NWA World Brass Knuckles Championship (Tennessee Version)
- NWA World Women’s Championship
- NWA World Women’s Tag Team Championship
- NWA World Midget’s Championship
- NWA Independent World Heavyweight Championship

### Inoffizielle Titel
Mexikos Empresa Mexicana de Lucha Libre (EMLL) gehörte von 1954 bis zur Umbenennung in die Consejo Mundial de Lucha Libre (CMLL) zur NWA. Anders als im US-amerikanischen Wrestling verbleiben im Lucha Libre vergebene Titel und damit auch die NWA World Championships beim Halter des Titels, auch wenn dieser die Promotion wechselt. So gelten die folgenden Titel zwar in Japan und Mexiko als NWA-Titel, in den Vereinigten Staaten allerdings nicht:
- NWA World Historic Light Heavyweight Championship
- NWA World Historic Middleweight Championship
- NWA World Historic Welterweight Championship

## Ehemalige Titel der NWA
Neben dem World Title gab es verschiedene nationale und auch internationale Titel. Auch wenn der Titel suggeriert, das diese in den gesamten Vereinigten Staaten oder in anderen Ländern ausgefochten wurden, handelte es sich doch eher um regionale Titel, die in einem einzelnen Territorium eingesetzt wurden. Die Benennung diente eher dem Anschein und der Werbung, als das der Name von wirklicher Bedeutung war. Da oft jede Promotion diese Titel schuf und vergab, ist die folgende Übersicht nicht als vollständig zu werten.

### „Nationale“ Titel
- NWA American Heavyweight Championship
- NWA American Tag Team Championship
- NWA Americas Heavyweight Championship
- NWA Americas Tag Team Championship
- NWA Austra-Asian Heavyweight Championship
- NWA Austra-Asian Tag Team Championship
- NWA Australian Heavyweight Championship
- NWA British Empire Heavyweight Championship (Toronto version)
- NWA British Empire Heavyweight Championship (Vancouver version)
- NWA Canadian Heavyweight Championship (Calgary version)
- NWA Canadian Heavyweight Championship (Halifax version)
- NWA Canadian Heavyweight Championship (Toronto version)
- NWA Canadian Heavyweight Championship (Vancouver version)
- NWA Canadian Open Tag Team Championship
- NWA Canadian Tag Team Championship (Calgary version)
- NWA Canadian Tag Team Championship (Vancouver version)
- NWA Canadian Television Championship
- NWA International Heavyweight Championship (All-Japan Version)
- NWA International Junior Heavyweight Championship
- NWA International Tag Team Championship (Toronto version)
- NWA International Tag Team Championship (Vancouver version)
- NWA International Tag Team Championship (All-Japan Version)
- NWA International Tag Team Championship (Calgary Version)
- NWA International Tag Team Championship (Maritimes Version)
- NWA International Tag Team Championship (Georgia Version)
- NWA Ireland Heavyweight Championship
- NWA Ireland Tag Team Championship
- NWA Mexico Lightweight Championship
- NWA National Tag Team Championship
- NWA National Television Championship
- NWA New Zealand Heavyweight Championship
- NWA North American Heavyweight Championship (Hawaii version)
- NWA North American Heavyweight Championship (Tri-State version)
- NWA North American Heavyweight Championship (Amarillo version)
- NWA North American Heavyweight Championship (Calgary Version)
- NWA North American Heavyweight Championship (Maritimes Version)
- NWA North American Heavyweight Championship (WWC Version)
- NWA North American Tag Team Championship (Central States version)
- NWA North American Tag Team Championship (Florida version)
- NWA North American Tag Team Championship (Los Angeles/Japan version)
- NWA North American Tag Team Championship (Puerto Rico/WWC version)
- NWA Pro Australia Tag Team Championship
- NWA United National Championship (All-Japan Version)
- NWA United States Heavyweight Championship (Mid-Atlantic/Georgia/WCW Version)
- NWA United States Heavyweight Championship (Central States version)
- NWA United States Heavyweight Championship (Chicago Version)
- NWA United States Heavyweight Championship (Detroit version)
- NWA United States Heavyweight Championship (Hawaii version)
- NWA United States Heavyweight Championship (Indiana version)
- NWA United States Heavyweight Championship (Rocky Mountains Version)
- NWA United States Heavyweight Championship (St. Joseph Version)
- NWA United States Heavyweight Championship (Toronto version)
- NWA United States Junior Heavyweight Championship (Southeast Version)
- NWA United States Junior Heavyweight Championship (Tri-State Version)
- NWA United States Junior Heavyweight Championship (Mid-American Version)
- NWA United States Junior Heavyweight Championship (Georgia Version)
- NWA United States Tag Team Championship (Florida version)
- NWA United States Tag Team Championship (Mid-Atlantic/Georgia/WCW Version)
- NWA United States Tag Team Championship (Mid-American Version)
- NWA United States Tag Team Championship (Northeast version)
- NWA United States Tag Team Championship (Tri-State version)
- NWA United States Tag Team Championship (Gulf Coast version)
- NWA United States Women’s Championship
- NWA British Commonwealth Heavyweight Championship
- NWA Canadian Heavyweight Championship
- NWA Canadian Tag Team Championship
- NWA International Lightweight Tag Team Championship
- NWA National Heavyweight Championship
- NWA North American Heavyweight Championship
- NWA North American Tag Team Championship
- NWA Scottish Heavyweight Championship
- NWA United Kingdom Heavyweight Championship
- NWA United Kingdom Junior Heavyweight Championship
- NWA United States Tag Team Championship

### Regionale Titel
- NWA Alabama Heavyweight Championship
- NWA Alberta Tag Team Championship
- NWA Anarchy Heavyweight Championship
- NWA Anarchy Tag Team Championship
- NWA Anarchy Television Championship
- NWA Anarchy Young Lions Championship
- NWA Arizona Heavyweight Championship
- NWA Arizona Tag Team Championship
- NWA Arkansas Heavyweight Championship
- NWA Atlantic Coast Tag Team Championship
- NWA „Beat the Champ“ Television Championship
- NWA Blue Ridge Heavyweight Championship
- NWA Blue Ridge Tag Team Championship
- NWA Blue Ridge Television Championship
- NWA Blue Ridge Women’s Championship
- NWA Brass Knuckles Championship (Amarillo version)
- NWA Brass Knuckles Championship (Florida version)
- NWA Brass Knuckles Championship (Mid-Atlantic version)
- NWA Brass Knuckles Championship (New England version)
- NWA Brass Knuckles Championship (Southeastern version)
- NWA Brass Knuckles Championship (Texas version)
- NWA Brass Knuckles Championship (Tri-State version)
- NWA California Heavyweight Championship
- NWA Central States Tag Team Championship
- NWA Central States Television Championship
- NWA Charlotte Cruiserweight Championship
- NWA Charlotte Heavyweight Championship
- NWA Charlotte Legends Heavyweight Championship
- NWA City of Laurel Tag Team Championship
- NWA City of Mobile Heavyweight Championship
- NWA City of Pensacola Heavyweight Championship
- NWA Colorado Heavyweight Championship
- NWA Dakota Outlaw Championship
- NWA Dakota Tag Team Championship
- NWA East Junior Heavyweight Championship
- NWA East SEX Women’s Championship
- NWA East X Championship
- NWA/ECCW Heavyweight Championship
- NWA/ECCW Tag Team Championship
- NWA Eastern States Heavyweight Championship
- NWA Empire Heavyweight Championship
- NWA Empire Lord of the Dance Championship
- NWA Empire Tag Team Championship
- NWA Florida Bahamian Championship
- NWA Florida Heavyweight Championship
- NWA Florida Junior Heavyweight Championship
- NWA Florida Tag Team Championship
- NWA Florida Television Championship
- NWA Florida Global Tag Team Championship
- NWA Florida Women’s Championship
- NWA Florida X Division Championship
- NWA Force-1 Iron League Championship
- NWA Force-1 Junior Heavyweight Championship
- NWA FTA Championship
- NWA FTA Dual Action Championship
- NWA FTA United National Championship
- NWA Georgia Heavyweight Championship
- NWA Georgia Junior Heavyweight Championship
- NWA Georgia Tag Team Championship
- NWA Georgia Television Championship
- NWA Gulf Coast Tag Team Championship
- NWA Hawaii Heavyweight Championship
- NWA Hawaii Tag Team Championship
- NWA Heartland State Heavyweight Championship
- NWA Heritage Championship
- NWA Heritage Tag Team Championship
- NWA Hollywood Television Championship
- NWA Houston Outlaw Championship
- NWA Idaho Heavyweight Championship
- NWA Illinois Heavyweight Championship
- NWA Indiana Heavyweight Championship
- NWA Iowa Heavyweight Championship
- NWA Louisiana Heavyweight Championship
- NWA Macon Tag Team Championship
- NWA Maryland Heavyweight Championship
- NWA Massachusetts Heavyweight Championship
- NWA Massachusetts Tag Team Championship
- NWA Mid-America Heavyweight Championship
- NWA Mid-America Tag Team Championship
- NWA Mid-Atlantic Television Championship
- NWA Midwest Heavyweight Championship
- NWA Midwest Tag Team Championship
- NWA Midwest Women’s Championship
- NWA Midwest X Division Championship
- NWA Mississippi Heavyweight Championship
- NWA Missouri Heavyweight Championship
- NWA Mountain Empire Championship
- NWA Mountain State Light Heavyweight Championship
- NWA Nashville Television Championship
- NWA New England Colonial Heavyweight Championship
- NWA New England Heavyweight Championship
- NWA New England Junior Heavyweight Championship
- NWA New England Tag Team Championship
- NWA New England Television Championship
- NWA New England Women’s Championship
- NWA New England X Division Championship
- NWA New Jersey State Heavyweight Championship
- NWA North Dakota Championship
- NWA Ohio Heavyweight Championship
- NWA Oklahoma Heavyweight Championship
- NWA Oklahoma Women’s Championship
- NWA Oregon Heavyweight Championship
- NWA Pacific International Championship
- NWA Pacific Coast Heavyweight Championship (San Francisco version)
- NWA Pacific Coast Tag Team Championship (San Francisco version)
- NWA Pacific Coast Heavyweight Championship (Vancouver version)
- NWA Pacific Coast Tag Team Championship (Vancouver version)
- NWA Pacific Northwest Heavyweight Championship
- NWA Pacific Northwest Tag Team Championship
- NWA Pacific Northwest Television Championship
- NWA Women’s Pacific/NEO Single Championship
- NWA Panama City Heavyweight Championship
- NWA Pennsylvania Heavyweight Championship
- PWX Brass Knuckles Championship
- PWX Heavyweight Championship
- PWX Tag Team Championship
- PWX Three Rivers Championship
- NWA Rocky Mountain Heavyweight Championship
- NWA San Joaquin Valley Tag Team Championship
- NWA Southeastern Heavyweight Championship (Northern Division)
- NWA Southeastern Continental Heavyweight Championship
- NWA Southeastern Tag Team Championship
- NWA Southeastern Continental Tag Team Championship
- NWA Southeastern Tag Team Championship (Mid-American Version)
- NWA Southeastern Television Championship
- NWA Southeastern United States Junior Heavyweight Championship
- NWA Southern Heavyweight Championship
- NWA Southern Heavyweight Championship (Georgia version)
- NWA Southern Heavyweight Championship (Knoxville version)
- NWA Southern Heavyweight Championship (Mid-America version)
- NWA Southern Heavyweight Championship (Tennessee version)
- NWA Southern Junior Heavyweight Championship
- NWA Southern Tag Team Championship (Florida version)
- NWA Southern Tag Team Championship (Georgia version)
- NWA Southern Tag Team Championship (Gulf Coast version)
- NWA Southern Tag Team Championship (Knoxville version)
- NWA Southern Tag Team Championship (Mid-America version)
- NWA Southern Tag Team Championship (Mid-Atlantic version)
- NWA Southern Women’s Championship
- NWA Southwest Heavyweight Championship
- NWA Southwest Junior Heavyweight Championship
- NWA Tennessee Tag Team Championship
- NWA Texas Junior Heavyweight Championship
- NWA Tri-State Heavyweight Championship (Alabama Version)
- NWA Tri-State Tag Team Championship (Alabama Version)
- Ultimate NWA Heavyweight Championship
- Ultimate NWA Tag Team Championship
- NWA Upstate Six-Man Tag Team Championship
- NWA Vancouver Island Heavyweight Championship
- NWA Virginia Heavyweight Championship
- NWA Virginia Tag Team Championship
- NWA Virginia Women’s Championship
- NWA Western States Heavyweight Championship
- NWA Western States Heritage Championship
- NWA Western States Tag Team Championship
- NWA Wildside Hardcore Championship
- NWA Wildside Light Heavyweight Championship
- NWA Wildside United States Heavyweight Championship
- NWA Wisconsin Heavyweight Championship
- NWA Wisconsin Tag Team Championship
- NWA Wisconsin X Division Championship
- NWA Wrestle Birmingham Heavyweight Championship
- NWA Wrestle Birmingham Junior Heavyweight Championship
- NWA Wrestle Birmingham Television Championship
- NWA Affliction Heavyweight Championship
- NWA British Commonwealth Heavyweight Championship
- NWA Central States Heavyweight Championship
- NWA Continental Heavyweight Championship
- NWA Florida Global Tag Team Championship
- NWA Houston Junior Heavyweight Championship
- NWA Houston Women’s Championship
- NWA Kansas State Heavyweight Championship
- NWA Intercontinental Tag Team Championship
- NWA Lone Star Heavyweight Championship
- NWA Lone Star Junior Heavyweight Championship
- NWA Lone Star Tag Team Championship
- NWA Lone Star Women’s Championship
- NWA Mid-Atlantic Heavyweight Championship
- NWA Mid-Atlantic Heritage Championship
- NWA Mid-Atlantic Tag Team Championship
- NWA Mid-Atlantic Women’s Championship
- NWA Mid-South Unified Heavyweight Championship
- NWA Mountain State Heavyweight Championship
- NWA Mountain State Tag Team Championship
- NWA New York No Limits Championship
- NWA New York Tag Team Championship
- NWA On Fire Heavyweight Championship
- NWA On Fire Tag Team Championship
- NWA On Fire Television Championship
- NWA Upstate Heavyweight Championship
- NWA New York Tag Team Championship
- NWA Pacific Northwest Hardcore Championship
- NWA Pacific Northwest SuperGirls Championship
- NWA PURE Championship
- NWA Southeastern Heavyweight Championship (Smoky Mountain)
- NWA Supreme Heavyweight Championship
- NWA Tennessee Tag Team Championship (Smoky Mountain)
- NWA Southern Heavyweight Championship (Florida version)
- NWA Southeast Heavyweight Championship
- NWA Tennessee Heavyweight Championship
- NWA Texas Heavyweight Championship
- NWA Texas Tag Team Championship
- NWA Texoma Heavyweight Championship
- NWA Texoma Tag Team Championship
- NWA Top of Texas Hardcore Championship
- NWA Top of Texas Heavyweight Championship
- NWA Top of Texas Junior Heavyweight Championship
- NWA Top of Texas Panhandle Heavyweight Championship
- NWA Top of Texas Tag Team Championship
- NWA Top of Texas Women’s Championship
- NWA Top Rope Junior Heavyweight Championship
- NWA Top Rope Southern Tag Team Championship
- NWA United Kingdom Central Counties Championship
- NWA Upstate Heavyweight Championship
- NWA Virginia Alpha Heavyweight Championship
- NWA Southeastern Heavyweight Championship
- NWA Smoky Mountain Tag Team Championship
- NWA Smoky Mountain Television Championship
- NWA Mountain Empire Heavyweight Championship